# 9551
9551（九千五百五十一、きゅうせんごひゃくごじゅういち）は、自然数および整数において、9550の次で9552の前の数である。

## 性質
- 9551は1183番目の素数である。1つ前は9547、次は9587。(オンライン整数列大辞典の数列 A000040)[1]
  - 約数の個数は2。約数の和は9552(=9551+1)。
- 1/9551 =0.0001047010784211077374096953198617945764841377866192021777824311590409381216626531253271908700659616794052978745681080515129305831850068055700973720029316301957910166474714689561302481415558580253376609779080724531462674065542875091613443618469270233483404879070254423620563291801905559627264160820856454821484661292011307716469479635640247094545073814260286880954873835200502565176421317139566537535336613967123861375772170453355669563396502983980735001570516176316616061145429797926918647262066799288032666736467385614071824939796879907863050989425191079468118521620772693958747775102083551460580043974452936865249712072034341953722123337870380064914668621086797194011098314312637420165427703905350225107318605381635430844937702858339440896241231284682232226991938016961574704219453460370641817610721390430321432310752800753847764631975709349806303004920950685792063658255680033504345094754475971102502355774264474924091718144696890377970893100198932049... (下線部は循環節で長さは955)
  - 素数pの逆数の循環節の長さが (p-1)/10 となる17番目の素数である。1つ前は9281、次は10601。(オンライン整数列大辞典の数列 A056215)

- 素数の間隔 1つ前の素数9547との間隔は、4=(9551-9547)。次の素数9587との間隔は、36(=9587-9551)。
  - 9551は198番目の、いとこ素数の組の大きい方の素数である。1つ前は1831、次は89689。(オンライン整数列大辞典の数列 A023200)[2]
  - 9551は最小の、次に大きい素数との間隔が36となる素数である。次は12853。(オンライン整数列大辞典の数列 A134117)
  - 9551は4番目の、次の素数との間隔が平方数となる素数である。1つ前は1831、次は89689。(オンライン整数列大辞典の数列 A138198)

- 剰余演算
  - 9551は40番目の、31を法として3に合同な素数である。1つ前は9241、次は9613。(オンライン整数列大辞典の数列 A142007)
  - 9551は34番目の、37を法として5に合同な素数である。1つ前は9403、次は10069。(オンライン整数列大辞典の数列 A142114)
  - 9551は31番目の、43を法として5に合同な素数である。1つ前は9293、次は10067。(オンライン整数列大辞典の数列 A142254)
  - 9551は38番目の、51を法として14に合同な素数である。1つ前は9041、次は9857。(オンライン整数列大辞典の数列 A142485)
  - 9551は22番目の、59を法として52に合同な素数である。1つ前は9433、次は9787。(オンライン整数列大辞典の数列 A142779)

- 立方数の和
  - 9551= 33 + 53 + 73+ 133 + 193
    - 異なる5つの素数の立方数の和で表せる最小の素数である。次は14437(= 53 + 73 + 133+ 173 + 193 )。
    - 異なる素数の立方数の和で表せる175 番目の数である。(オンライン整数列大辞典の数列 A213519))[3]
    - 異なる5つの正整数の立方数の和で表せる427番目の素数である。(オンライン整数列大辞典の数列 A193141))[4]
    - 異なる奇数の立方数の和で表せる478 番目の数である。(オンライン整数列大辞典の数列 A290276))[5]
    - 5つの正整数の立方数の和で表せる913番目の素数である。(オンライン整数列大辞典の数列 A122729)[6]
    - 5つの正整数の立方数の和で表せる7419 番目の数である。(オンライン整数列大辞典の数列 A003328)[7]

- 特殊な条件を満たす値
  - 12番目の、(3^k-1)/2 が素数となる自然数である。1つ前は9011、次は36913。(オンライン整数列大辞典の数列 A028491)

- 十進法に依存した性質
  - 9551番目の素数は99551
    - 9551は3番目の、k番目の素数を返す関数prime(k) に自身を与えた結果の値と、下3桁が一致する素数である。1つ前は7817、次は12637。(オンライン整数列大辞典の数列 A271045)
    - 9551は8番目の、k番目の素数を返す関数prime(k) に自身を与えた結果の値と、下3桁が一致する数である。1つ前は7817、次は12083。(オンライン整数列大辞典の数列 A067841)
    - 9551は最初の、k番目の素数を返す関数prime(k) に自身を与えた結果の値と、下4桁が一致する素数である。次は23071。(オンライン整数列大辞典の数列 A271046)